# Granulietfacies
| Metamorfe facies |                      |                      |              |             |             |
| Metamorfe facies |                      |                      |              |             |             |
| 16 kbar          | blauwschist          | blauwschist          | eclogiet     | eclogiet    | eclogiet    |
| 12 kbar          | blauwschist          | blauwschist          | eclogiet     | eclogiet    | eclogiet    |
| 8 kbar           |                      | groenschist          | amfiboliet   | amfiboliet  | granuliet   |
| 6 kbar           | prehniet-pumpellyiet | prehniet-pumpellyiet | amfiboliet   | amfiboliet  | granuliet   |
| 4 kbar           | zeoliet              | alb-epi hfels        | hbl hornfels | px hornfels | sanidiniet  |
|                  | 200 °C               | 400 °C               | 600 °C       | 800 °C      | 1000 °C     |
| druk             | temperatuur          | temperatuur          | temperatuur  | temperatuur | temperatuur |

De granuliet-facies is de metamorfe facies met de hoogste graad van metamorfose in het regime van gemiddelde druk. De facies kan op verschillende dieptes voorkomen. Het vóórkomen van orthopyroxeen is karakteristiek voor deze en de pyroxeen-hoornblende facies. Zoals bij alle metamorfe facies wordt de granuliet-facies vastgesteld aan de hand van bepaalde mineralen die gewoonlijk middels onderzoek naar slijpplaatjes worden gedetermineerd. In metamorfe basische gesteenten, en pelieten zijn de volgende mineraalsamenstellingen typerend voor de granuliet-facies:

## Mineraalassemblages

### Metabasisch gesteente
- orthopyroxeen + clinopyroxeen + hoornblende + plagioklaas ± biotiet
- orthopyroxeen + clinopyroxeen + plagioklaas ± kwarts
- clinopyroxeen + plagioklaas + granaat ± orthopyroxeen (bij hogere drukken)

### Metapelieten
- granaat + cordieriet + sillimaniet + kaliveldspaat + kwarts ± biotiet
- saffirien + orthopyroxeen + kaliveldspaat + kwarts ± osumiliet (bij zeer hoge temperaturen)